# Kanton Séméac
Der Kanton Séméac war bis 2015 ein französischer Wahlkreis im Arrondissement Tarbes, im Département Hautes-Pyrénées und in der Region Midi-Pyrénées; sein Hauptort war Séméac. Sein Vertreter im Generalrat des Départements war zuletzt von 1988 bis 2015, zuletzt wiedergewählt 2008, Guy Dufaure.
Der Kanton umfasste die Wahlberechtigten aus zehn Gemeinden:
| Gemeinde       | Einwohner Jahr | Fläche km² | Bevölkerungsdichte | Postleitzahl | Code INSEE |
| -------------- | -------------- | ---------- | ------------------ | ------------ | ---------- |
| Allier         | 391 (2013)     | –          | – Einw./km²        | 65360        | 65005      |
| Angos          | 238 (2013)     | –          | – Einw./km²        | 65690        | 65010      |
| Barbazan-Debat | 3437 (2013)    | –          | – Einw./km²        | 65690        | 65062      |
| Bernac-Debat   | 668 (2013)     | –          | – Einw./km²        | 65360        | 65083      |
| Bernac-Dessus  | 292 (2013)     | –          | – Einw./km²        | 65360        | 65084      |
| Montignac      | 109 (2013)     | –          | – Einw./km²        | 65690        | 65321      |
| Salles-Adour   | 524 (2013)     | –          | – Einw./km²        | 65360        | 65401      |
| Sarrouilles    | 550 (2013)     | –          | – Einw./km²        | 65600        | 65410      |
| Séméac         | 4713 (2013)    | –          | – Einw./km²        | 65600        | 65417      |
| Vielle-Adour   | 514 (2013)     | –          | – Einw./km²        | 65360        | 65464      |

## Bevölkerungsentwicklung
| 1962 | 1968 | 1975 | 1982   | 1990   | 1999   | 2006   |
| ---- | ---- | ---- | ------ | ------ | ------ | ------ |
| 7021 | 7718 | 8627 | 10.572 | 10.549 | 11.018 | 11.449 |